# FA Cup 1881/82

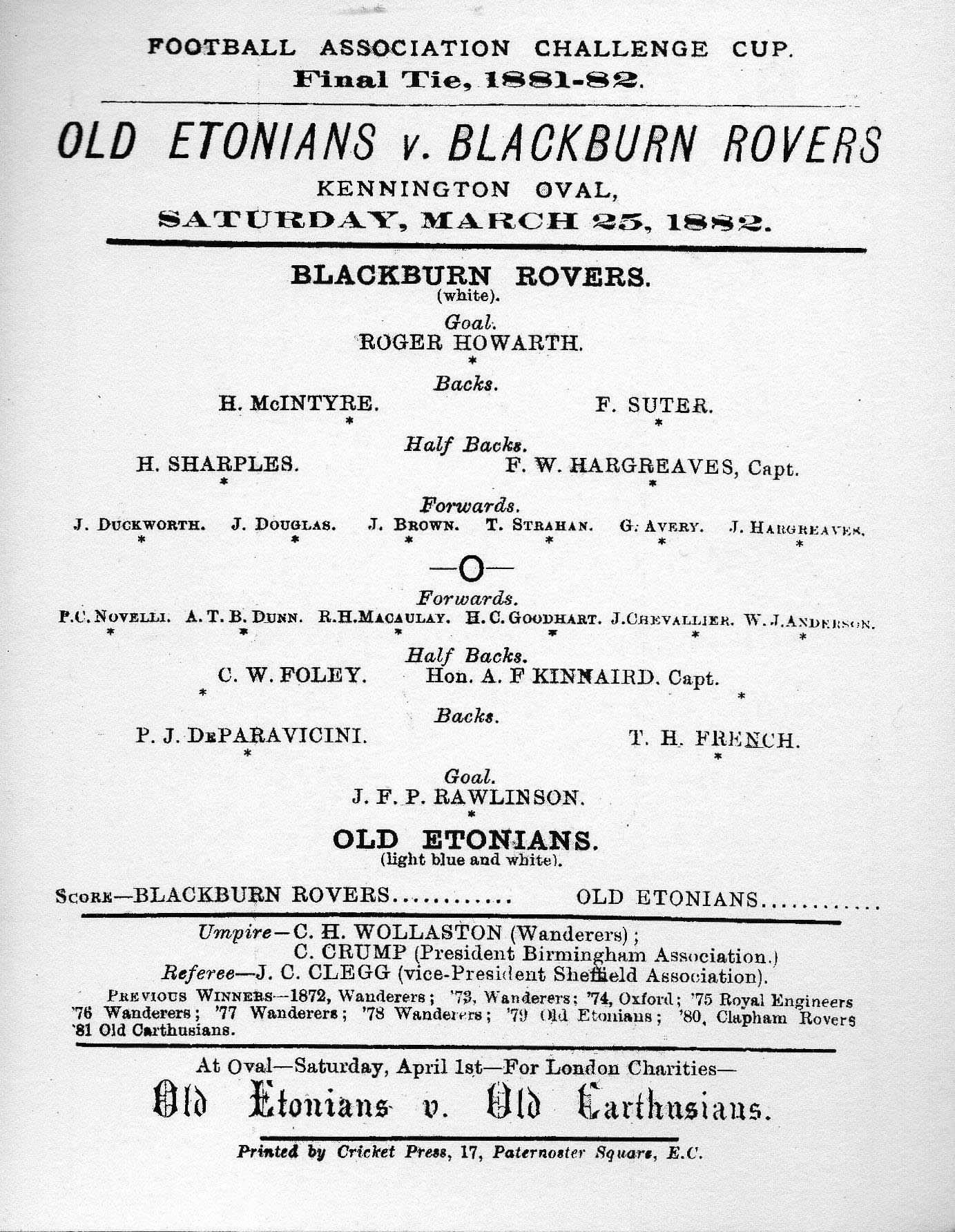
Das Finalprogramm des FA Cups im Jahr 1882.

Der FA Cup 1881/82 war die elfte Austragung des The Football Association Challenge Cup (meist als FA Cup bekannt). Die Pokalsaison begann mit 73 Vereinen, wurde letztlich jedoch nur von 68 Vereinen real ausgespielt.
Der Pokalwettbewerb startete am 17. Oktober 1881 mit der Ersten Runde und endete mit dem Finalspiel im Kennington Oval in London am 25. März 1882 vor einer Kulisse von etwa 6.500 Zuschauern. Der Sieger des Wettbewerbes wurden zum zweiten Mal die Old Etonians. Unterlegener Finalist waren die Blackburn Rovers.

## Wettbewerb

### Erste Runde
| Datum             |                         | Ergebnis |                         |
| ----------------- | ----------------------- | -------- | ----------------------- |
| 17. Oktober 1881  | Sheffield Heeley        | 5:1      | Lockwood Brothers       |
| 17. Oktober 1881  | Small Heath Alliance    | 4:1      | Derby Town              |
| 22. Oktober 1881  | Bolton Wanderers        | 5:5      | FC Eagley               |
| 22. Oktober 1881  | FC Henley               | 0:2      | FC Maidenhead           |
| 22. Oktober 1881  | FC Marlow               | 3:1      | FC Brentwood            |
| 22. Oktober 1881  | Upton Park FC           | 3:0      | FC St. Albans           |
| 22. Oktober 1881  | Windsor Home Park       | 0:1      | Reading Minster FC      |
| 22. Oktober 1881  | Woodford Bridge         | 1:1      | Reading Abbey FC        |
| 29. Oktober 1881  | FC Acton                | 0:0      | FC Finchley             |
| 29. Oktober 1881  | Astley Bridge           | 2:2      | FC Turton               |
| 29. Oktober 1881  | Blackburn Rovers        | 9:1      | Blackburn Park Road     |
| 29. Oktober 1881  | FC Darwen               | 3:1      | Blackburn Olympic       |
| 29. Oktober 1881  | FC Reading              | 5:0      | FC Hendon               |
| 29. Oktober 1881  | FC Staveley             | 5:1      | FC Spilsby              |
| 29. Oktober 1881  | FC West End             | 3:2      | FC Remnants             |
| 5. November 1881  | Aston Villa             | 4:1      | Nottingham Forest       |
| 5. November 1881  | Barnes FC               | 3:1      | FC Rochester            |
| 5. November 1881  | FC Bootle               | 2:1      | Blackburn Law           |
| 5. November 1881  | Esher Leopold           | 0:5      | Old Carthusians         |
| 5. November 1881  | Grantham Town           | 6:0      | FC Brigg                |
| 5. November 1881  | Herts Rangers           | 0:4      | FC Swifts               |
| 5. November 1881  | FC Hotspur              | 1:0      | Highbury Union          |
| 5. November 1881  | FC Mosquitos            | 1:1      | FC Pilgrims             |
| 5. November 1881  | Old Etonians            | 2:2      | Clapham Rovers          |
| 5. November 1881  | Old Foresters FC        | 3:0      | Morton Rangers          |
| 5. November 1881  | Olympic London          | 2:4      | Old Harrovians FC       |
| 5. November 1881  | Royal Engineers FC      | 6:0      | FC Kildare              |
| 5. November 1881  | FC Sheffield            | 8:0      | Brigg Britannia         |
| 5. November 1881  | The Wednesday           | 2:0      | Sheffield Providence    |
| 5. November 1881  | Wednesbury Old Athletic | 9:1      | Mitchell’s St. George’s |
| 5. November 1881  | Wednesbury Strollers    | 3:1      | Stafford Road           |
| nicht ausgetragen | FC Accrington           |          | FC Queen’s Park         |
| nicht ausgetragen | FC Dreadnought          |          | Caius College FC        |
| nicht ausgetragen | Notts County            |          | FC Calthorpe            |
| nicht ausgetragen | FC Romford              |          | London Rangers          |
| nicht ausgetragen | St. Bart’s Hospital FC  |          | Wanderers FC            |
| Freilos           | Hanover United          |          |                         |

#### Wiederholungsspiele
| Datum             |                  | Ergebnis |                  |
| ----------------- | ---------------- | -------- | ---------------- |
| 12. November 1881 | FC Acton         | 4:0      | FC Finchley      |
| 12. November 1881 | FC Eagley        | 0:1      | Bolton Wanderers |
| 12. November 1881 | FC Pilgrims      | 5:0      | FC Mosquitos     |
| 12. November 1881 | Reading Abbey FC | 2:1      | Woodford Bridge  |
| 12. November 1881 | FC Turton        | 1:1      | Astley Bridge    |
| 19. November 1881 | Astley Bridge    | 3:3      | FC Turton        |
| 19. November 1881 | Clapham Rovers   | 0:1      | Old Etonians     |
| 26. November 1881 | FC Turton        | 2:0      | Astley Bridge    |

### Zweite Runde
| Datum             |                         | Ergebnis |                        |
| ----------------- | ----------------------- | -------- | ---------------------- |
| 19. November 1881 | Blackburn Rovers        | 6:2      | Bolton Wanderers       |
| 19. November 1881 | FC Swifts               | 7:1      | Old Harrovians FC      |
| 24. November 1881 | Notts County            | [1]5:3   | Wednesbury Strollers   |
| 26. November 1881 | FC Darwen               | 3:1      | FC Accrington          |
| 26. November 1881 | Hanover United          | 1:3      | Upton Park FC          |
| 26. November 1881 | Reading Abbey           | 1:4      | FC Hotspur             |
| 26. November 1881 | FC Reading              | [2]1:1   | FC West End            |
| 26. November 1881 | FC Sheffield            | 0:4      | Sheffield Heeley       |
| 28. November 1881 | FC Staveley             | 3:1      | Grantham Town          |
| 30. November 1881 | FC Marlow               | 2:0      | St. Bart’s Hospital FC |
| 3. Dezember 1881  | FC Maidenhead           | 2:1      | FC Acton               |
| 3. Dezember 1881  | Old Carthusians         | 7:1      | Barnes FC              |
| 3. Dezember 1881  | Old Foresters FC        | 3:1      | FC Pilgrims            |
| 3. Dezember 1881  | Reading Minster FC      | 3:1      | FC Romford             |
| 3. Dezember 1881  | FC Turton               | 4:0      | FC Bootle              |
| 3. Dezember 1881  | Wednesbury Old Athletic | 6:0      | Small Heath Alliance   |
| Freilos           | Aston Villa             |          |                        |
| Freilos           | FC Dreadnought          |          |                        |
| Freilos           | Old Etonians            |          |                        |
| Freilos           | Royal Engineers AFC     |          |                        |
| Freilos           | The Wednesday           |          |                        |

#### Wiederholungsspiel
| Datum             |              | Ergebnis |                      |
| ----------------- | ------------ | -------- | -------------------- |
| 10. Dezember 1881 | Notts County | 11:10    | Wednesbury Strollers |

### Dritte Runde
| Datum             |                         | Ergebnis |                     |
| ----------------- | ----------------------- | -------- | ------------------- |
| 17. Dezember 1881 | FC Darwen               | 4:1      | FC Turton           |
| 17. Dezember 1881 | FC Dreadnought          | 1:2      | FC Marlow           |
| 17. Dezember 1881 | FC Hotspur              | 0:0      | Reading Minster FC  |
| 17. Dezember 1881 | Old Etonians            | 3:0      | FC Swifts           |
| 20. Dezember 1881 | Old Carthusians         | 0:2      | Royal Engineers AFC |
| 29. Dezember 1881 | The Wednesday           | 2:2      | FC Staveley         |
| 31. Dezember 1881 | Aston Villa             | 2:2      | Notts County        |
| Freilos           | Blackburn Rovers        |          |                     |
| Freilos           | FC Maidenhead           |          |                     |
| Freilos           | Old Foresters FC        |          |                     |
| Freilos           | FC Reading              |          |                     |
| Freilos           | Sheffield Heeley        |          |                     |
| Freilos           | Upton Park FC           |          |                     |
| Freilos           | Wednesbury Old Athletic |          |                     |

#### Wiederholungsspiel
| Datum             |               | Ergebnis |                    |
| ----------------- | ------------- | -------- | ------------------ |
| 26. Dezember 1881 | FC Hotspur    | 2:0      | Reading Minster FC |
| 7. Januar 1882    | Notts County  | 2:2      | Aston Villa        |
| 7. Januar 1882    | FC Staveley   | 0:0      | The Wednesday      |
| 9. Januar 1882    | The Wednesday | 5:1      | FC Staveley        |
| 14. Januar 1882   | Aston Villa   | 4:1      | Notts County       |

### Vierte Runde
| Datum             |                         | Ergebnis |                     |
| ----------------- | ----------------------- | -------- | ------------------- |
| 14. Januar 1882   | Old Etonians            | 6:3      | FC Maidenhead       |
| 21. Januar 1882   | Old Foresters FC        | 2:1      | Royal Engineers AFC |
| 21. Januar 1882   | The Wednesday           | 3:1      | Sheffield Heeley    |
| 21. Januar 1882   | Upton Park FC           | 5:0      | FC Hotspur          |
| 21. Januar 1882   | Wednesbury Old Athletic | 4:2      | Aston Villa         |
| 30. Januar 1882   | Blackburn Rovers        | 5:1      | FC Darwen           |
| nicht ausgetragen | FC Marlow               |          | FC Reading          |

### Fünfte Runde
| Datum            |                  | Ergebnis |                         |
| ---------------- | ---------------- | -------- | ----------------------- |
| 7. Februar 1882  | The Wednesday    | 6:0      | Upton Park FC           |
| 11. Februar 1882 | Blackburn Rovers | 3:1      | Wednesbury Old Athletic |
| 14. Februar 1882 | Old Foresters FC | 0:0      | FC Marlow               |
| Freilos          | Old Etonians     |          |                         |

#### Wiederholungsspiel
| Datum            |           | Ergebnis |                  |
| ---------------- | --------- | -------- | ---------------- |
| 18. Februar 1882 | FC Marlow | 1:0      | Old Foresters FC |

### Halbfinale
Die Spiele wurden am 4. März 1882 und 6. März 1882 ausgetragen.
|                  | Ergebnis |               | Ort                     |
| ---------------- | -------- | ------------- | ----------------------- |
| Old Etonians     | 5:0      | FC Marlow     | Kennington Oval, London |
| Blackburn Rovers | 0:0      | The Wednesday | Huddersfield            |

#### Wiederholungsspiel
Das Spiel wurde am 15. März 1882 ausgetragen.
|               | Ergebnis |                  | Ort        |
| ------------- | -------- | ---------------- | ---------- |
| The Wednesday | 1:5      | Blackburn Rovers | Manchester |

### Finale
| Old Etonians                                       | Old Etonians | Blackburn Rovers | Blackburn Rovers |
| -------------------------------------------------- | --- | --- | ---------------- |
| Old Etonians                                       | \| Finale \| \| Samstag, 25. März 1882 in London (Kennington Oval) \| \| Ergebnis: 1:0 (1:0) \| \| Zuschauer: 6.500 \| \| Schiedsrichter: Charles Clegg \| \| Spielbericht \|                       | \| Finale \| \| Samstag, 25. März 1882 in London (Kennington Oval) \| \| Ergebnis: 1:0 (1:0) \| \| Zuschauer: 6.500 \| \| Schiedsrichter: Charles Clegg \| \| Spielbericht \| | Blackburn Rovers |
| Old Etonians                                       | John Rawlinson – Thomas French, Percy de Paravicini – Arthur Kinnaird, Charles Foley, Philip Novelli – Arthur Dunn, Reginald Macaulay, Harry Goodhart, John Barrington Chevallier, William Anderson | Roger Howarth – Hugh McIntyre, Fergus Suter – Fred Hargreaves, Harold Sharples, John Hargreaves – Geoffrey Avery, James Brown, Thomas Strachan, Jimmy Douglas, John Duckworth | Blackburn Rovers |
| Old Etonians                                       | 1:0 William Anderson (8.) | | Blackburn Rovers |
| Finale                                             | | |                  |
| Samstag, 25. März 1882 in London (Kennington Oval) | | |                  |
| Ergebnis: 1:0 (1:0)                                | | |                  |
| Zuschauer: 6.500                                   | | |                  |
| Schiedsrichter: Charles Clegg                      | | |                  |
| Spielbericht                                       | | |                  |